# Leichtathletik-Weltmeisterschaften 2022/Teilnehmer (Costa Rica)
| Goldmedaillen | Silbermedaillen | Bronzemedaillen |
| ------------- | --------------- | --------------- |
| —             | —               | —               |

Der Leichtathletikverband von Costa Rica nahm an den Leichtathletik-Weltmeisterschaften 2022 in Eugene mit zwei Athletinnen und einem Athleten teil.

## Ergebnisse

### Männer

#### Laufdisziplinen
| Athlet          | Disziplin    | Vorlauf | Vorlauf | Halbfinale | Halbfinale | Finale | Finale |
| Athlet          | Disziplin    | Zeit    | Platz   | Zeit       | Platz      | Zeit   | Platz  |
| --------------- | ------------ | ------- | ------- | ---------- | ---------- | ------ | ------ |
| Gerald Drummond | 400 m Hürden | 49,16 s | 05      | 49,37 s    | 13         | DNQ    | DNQ    |

### Frauen

#### Laufdisziplinen
| Athletin      | Disziplin    | Vorlauf | Vorlauf | Halbfinale | Halbfinale | Finale    | Finale |
| Athletin      | Disziplin    | Zeit    | Platz   | Zeit       | Platz      | Zeit      | Platz  |
| ------------- | ------------ | ------- | ------- | ---------- | ---------- | --------- | ------ |
| Andrea Vargas | 100 m Hürden | 13,12 s | 26      | DNQ        | DNQ        | –         | –      |
| Noelia Vargas | 20 km Gehen  |         |         |            |            | 1:32:36 h | 16     |